# Erich Thienhaus
Erich Thienhaus (Lübeck, 1909 - Detmold, 1968) was een Duits akoesticus.
Erich Thienhaus haalde zijn diploma in wis- en natuurkunde in 1932. Hij ging daarna de klank van muziekinstrumenten onderzoeken. Hij volgde les in orgel bij zijn schoonbroer Hugo Distler. Hij bestudeerde de klank van Duitse orgels uit de barok. In 1935 doctoreerde hij te Berlijn. In 1943 ontwikkelde hij mee de langspeelplaat. Hij onderzocht de klank van 300 kerkklokken. Hij doceerde aan de Berlijnse hogeschool voor muziek.
Op 1 oktober 1946 werd hij docent voor akoestica en instrumentkunde aan de hogeschool voor muziek te Detmold. Hij stichtte er een instituut voor muziek en akoestiek dat nu naar hem Erich-Thienhaus-Institut heet.